# Gulak Jacobsen
Gulak Jacobsen (født 1870 i Kirkja på Fugloy, død 1953) var en færøsk præst i Folkekirken.  Han er bedst kendt som forfatter og digter, og skrev for eksempel den nationalromantiske sang Langt burt frá øðrum londum. Jacobsen var midlertidig provst på Færøerne i en periode under besættelsen af Færøerne, og i denne stilling indviede han Hovs kirkja i 1943.
Han var søn af kongsbonden Jacob Poulsen og Malene Olavsdatter på Fugloy. Læreren på øen, Símun Mikal Zachariasen, lagde mærke til drengens evner, og gav ham privatundervisning. Han begyndte på lærerseminaret i Tórshavn og blev hjælpelærer for C.L. Johannesen. Efter lærerprøven fik han en lærerstilling i Kirkjubøur. Senere drog han til Danmark, hvor han tog studentereksamen og i 1908 teologisk embedseksamen ved Københavns  universitet. 
I 1901 var Jacobsen, A.C. Evensen, Jákup Dahl og J.H.O. Djurhuus blandt de færøske studenter som stiftede litteraturforeningen Grani.
Gulak Jacobsen var kapellan hos provst Fríðrikur Petersen i Nes på Eysturoy , mens  Petersen var landstingsmand, før han i 1911 blev sognepræst i Hvalba, hvor han giftede sig i 1912 med Maren Johannesen. Han var også konstitueret som provst på Færøerne fra juni 1944 til oktober 1946. Han beherskede engelsk og prædikede for de britiske okkupationsstyrker på Færøerne flere gange under krigen. Gulak Jacobsen tog afsked som sognepræst i 1947.
Han blev udnævnt til ridder af Dannebrogordenen og tildelt Dannebrogordenens Hæderstegn.